# Pureau

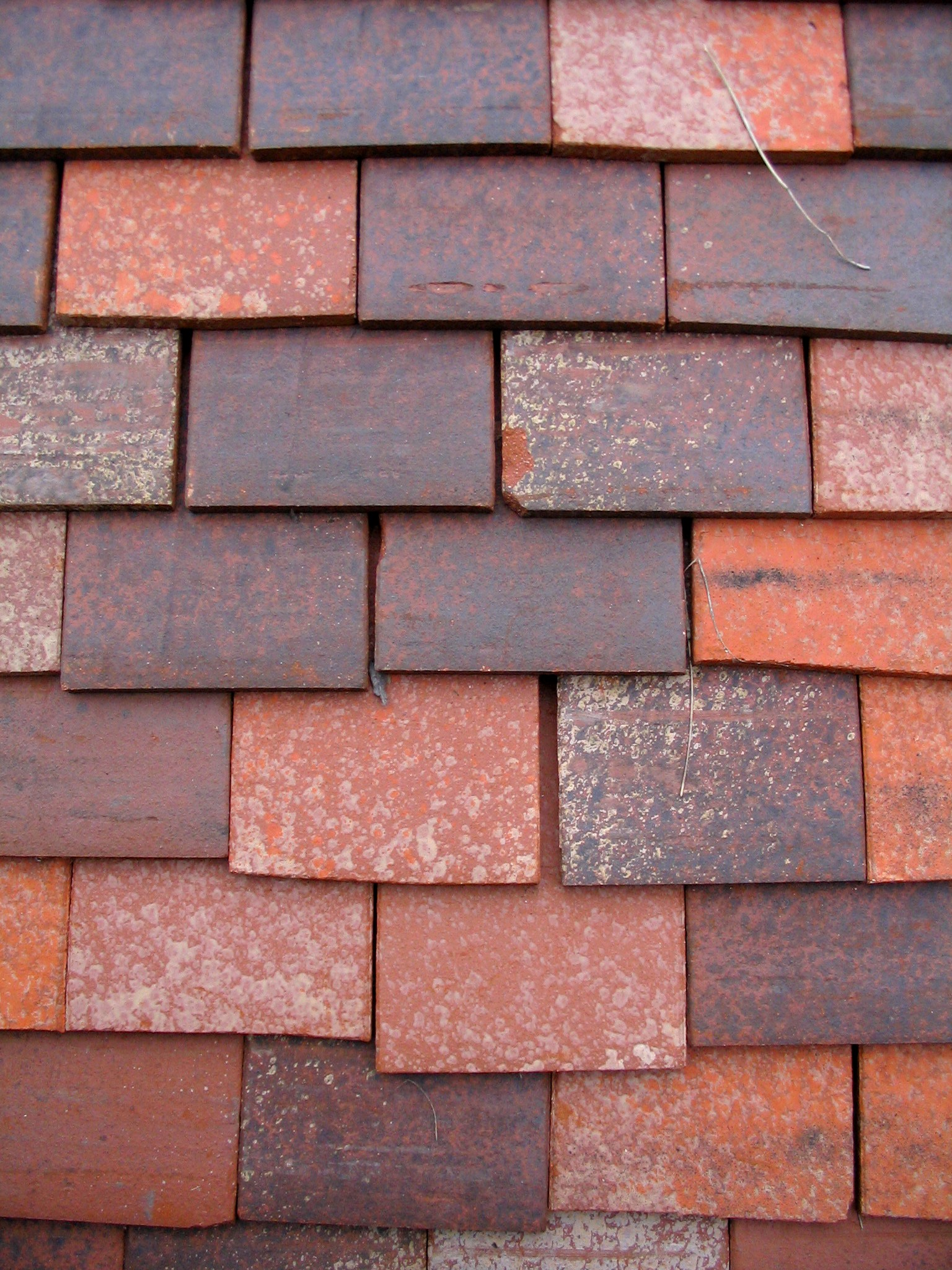
Toiture en tuiles plates à pureau variable pour rénovation, Terreal Héritage.
Ce modèle évite la rigidité du pureau fixe dans les toitures anciennes.

Le pureau est un terme technique utilisé dans la construction de la couverture des bâtiments en tuiles ou ardoises. Le pureau d'une tuile ou d'une ardoise désigne la partie découverte qui reçoit la pluie.
Le pureau correspond à la distance entre les arêtes supérieures des liteaux. Cette distance est variable selon le type de matériau de couverture et les contraintes techniques et climatiques.
La partie masquée d'une tuile ou d'une ardoise par le rang au-dessus est composée :
- du faux-pureau qui correspond aux pureaux des tuiles ou ardoises posées dessus au premier rang, le faux-pureau recouvre la partie supérieure des joints latéraux des tuiles ou ardoises qui sont dessous. Le faux-pureau est, par construction, de surface égale au pureau[2] ;
- du recouvrement qui est la partie de l'ardoise ou de la tuile recouvrant le liteau sur lequel elle s'accroche.